# Posthodiplostomum brevicaudatum
Posthodiplostomum brevicaudatum är en plattmaskart. Posthodiplostomum brevicaudatum ingår i släktet Posthodiplostomum och familjen Diplostomatidae. Inga underarter finns listade i Catalogue of Life.